# Palmerer tacat
El palmerer tacat (Cichladusa guttata) és una espècie d'ocell de la família dels muscicàpids (Muscicapidae) pròpia de l'Àfrica oriental. Es troba al sud d'Etiòpia, Kenya, Somàlia, Sudan del Sud, Tanzània i Uganda. Habita els boscos tropicals secs, les sabanes i els matollars. El seu estat de conservació es considera de risc mínim.